# ايبرهارد بيتزولد
ايبرهارد بيتزولد (بالألمانية: Eberhard Petzold)‏ (و. 1944  م) هو مصور ألماني.